# كريستيان مور (لاعب كرة قدم أمريكية)
كريستيان مور (بالألمانية: Christian Mohr)‏ هو لاعب كرة قدم أمريكية ألماني، ولد في 5 أبريل 1980 في آخن في ألمانيا.